# Jean-Paul Faivre
Jean-Paul Faivre, né le 3 janvier 1908 à Essômes-sur-Marne et mort le 3 mai 1984 à Créteil est un historien, spécialiste de l'océan Pacifique et de l'océan Indien aux époques pré-coloniale et coloniale, ainsi que des voyages maritimes. 
Il est collaborateur régulier du Journal de la Société des océanistes, de la Revue française d'histoire d'outre-mer, et du Bulletin de la Société d'histoire moderne.

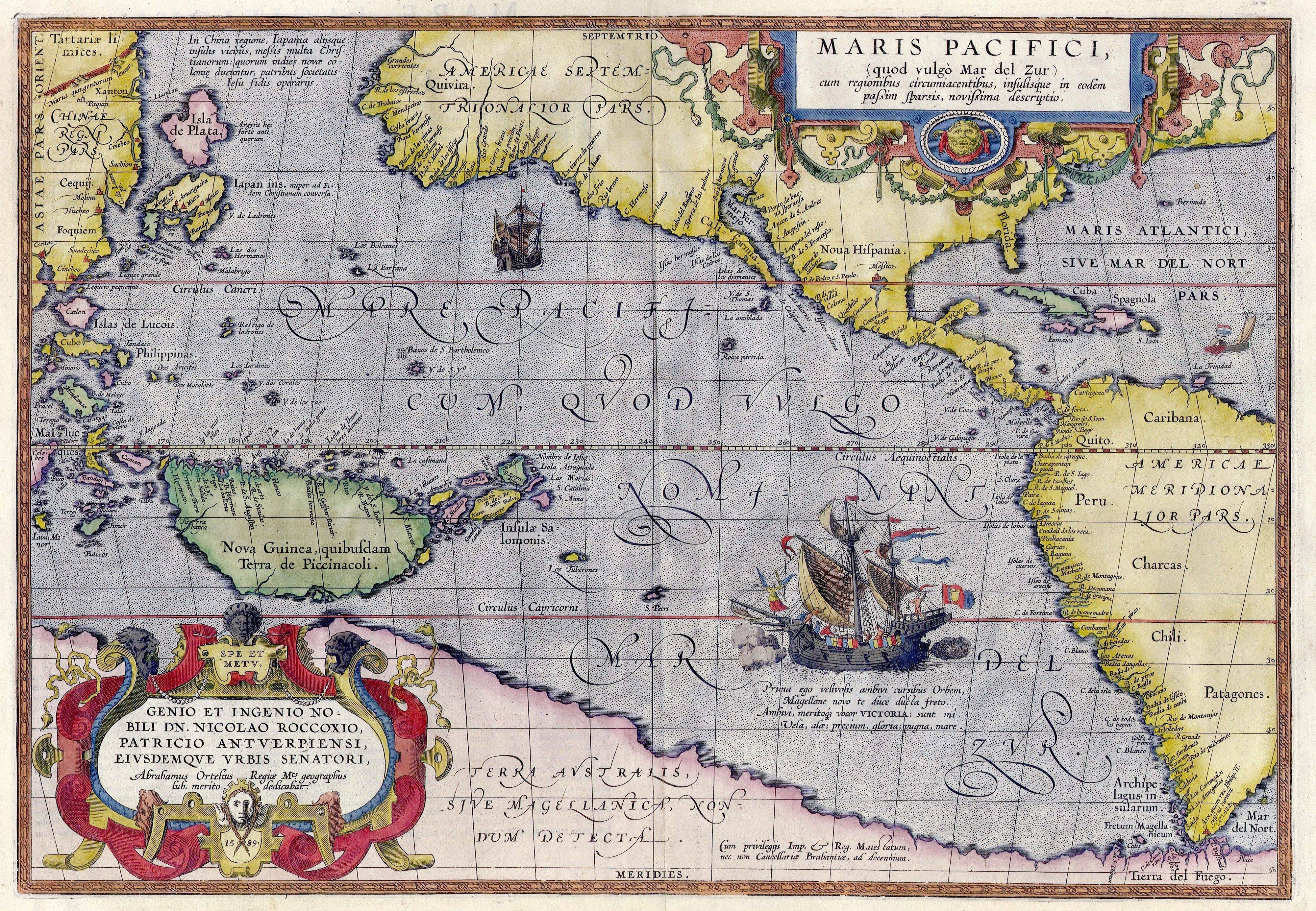
Océan Pacifique, Ortelius, 1589.

## Biographie

### Carrière professionnelle
Jean-Paul Faivre, professeur agrégé d'histoire, enseigne au lycée de Brest puis à Paris, au lycée Rollin, devenu, en 1944, lycée Jacques-Decour. Il y reste jusqu'à la fin de sa carrière.
Il est docteur ès lettres en 1952, avec une thèse principale sur l'expansion française dans le Pacifique (1800-1842) soutenue en Sorbonne le 23 février de cette année-là. Le jury de thèse comprenait notamment : Pierre Renouvin, Charles-Hippolyte Pouthas, Charles-André Julien.
En 1962, est publiée sa thèse complémentaire : Le contre-amiral Hamelin et la marine française.

## Activités scientifiques

### Société des océanistes
Dès la création de la Société des océanistes, Jean-Paul Faivre en devient membre et participe à ses activités. Le 26 janvier 1945, par exemple, il y fait part de son travail sur «Le ralliement à la France Libre des colonies du Pacifique».
Le 20 mai 1949, il : «commente un projet de Musée de l'Homme, datant du début du XIXe siècle, dont il a trouvé la trace dans ses recherches concernant l'expédition de Baudin et dont il nous expose les principales lignes en en soulignant toute la modernité».

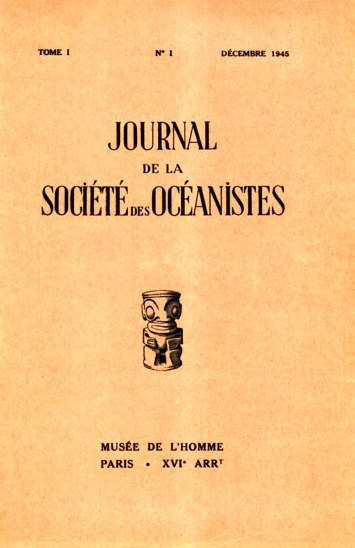
Journal de la Société des océanistes, 1945.

Le 27 mai 1955, Jean Paul Faivre donne une conférence intitulée Jules Verne et l'exotisme indien à la fin du XIXe siècle.
- Jean-Paul Faivre assure une rubrique régulière de comptes rendus de lecture dans le Journal de la Société des océanistes, particulièrement les parutions en langue anglaise.

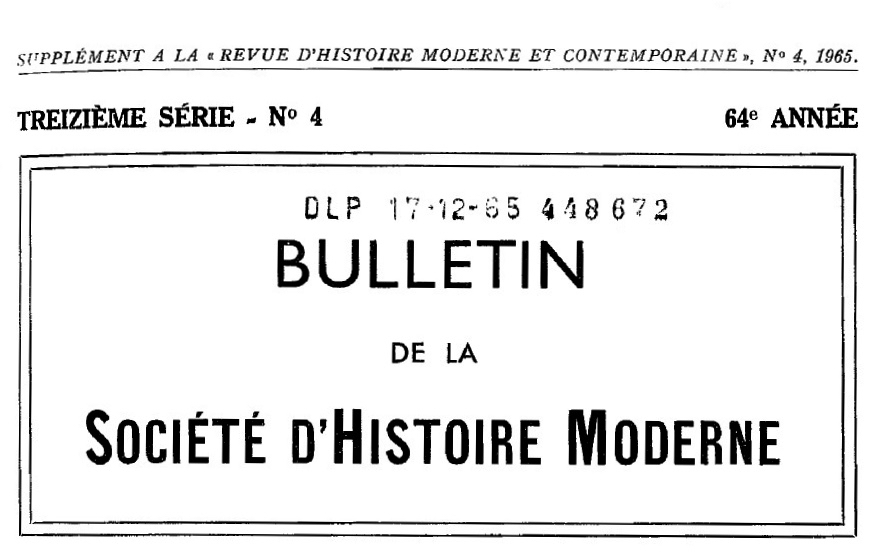
Bulletin de la Société d'histoire moderne, 1965.

### Centre de recherches historiques pour le Pacifique
Le Centre a été créé en mars 1973 sous la présidence du pasteur Raymond Leenhardt et la vice-présidence de Jean-Paul Faivre. Il publie les Cahiers d'histoire du Pacifique. Son siège est à l'Institut national des langues et civilisations orientales (Inalco).

### Société d'histoire moderne
Jean-Paul Faivre appartenait à la Société d'histoire moderne et participait régulièrement à ses séances de travail. Il fournissait des comptes rendus de lecture à son bulletin.

## Publications

### Ouvrages
- L'expansion française dans le Pacifique, 1800-1842, éd. Nouvelles éditions latines, 1953.
- Le contre-amiral Hamelin et la marine française, éd. Nouvelles éditions latines, 1962.

### Préfaces
- Aux origines de l'anthropologie française. Les Mémoires de la Société des Observateurs de l'Homme en l'an VIII, Jean Copans et Jean Jamin, éd. Le Sycomore, 1978, p. 11-23.

### Articles
Auteur de très nombreux comptes rendus de lecture dans le Journal de la Société des océanistes : 106 publications de 1945 à 1974 ; et dans la revue Outre-Mers. Revue d'histoire : 69 publications de 1955 à 1975. Il livre aussi le fruit de ses lectures au Bulletin de la Société d'histoire moderne.
- «Le ralliement à la France Libre des colonies du Pacifique», Journal de la Société des océanistes, tome 1, 1945. p. 67-80.
- «Jore, Léonce. George Pritchard, l'adversaire de la France à Tahiti (1796-1883)», Journal de la Société des océanistes, tome 1, 1945. p. 147-155.
- «Chronique de l'histoire coloniale. L'Océanie et le Pacifique (1939-1955)», Revue d'histoire des colonies, tome 42, no 148-149, 1955. p. 405-461.